# Kap May
Kap May ist ein felsiges Kap an der Shackleton-Küste der antarktischen Ross Dependency. Am nordöstlichen Ende der Jacobs-Halbinsel ragt es 13 km südöstlich des Kap Laird in das Ross-Schelfeis.
Die britischen Polarforscher Robert Falcon Scott, Edward Adrian Wilson und Ernest Shackleton entdeckten es im Dezember 1902 bei ihrem gemeinsamen Marsch über das Ross-Schelfeis während der Discovery-Expedition (1901–1904). Scott benannte es nach Admiral William Henry May (1849–1930), Third Naval Lord von 1901 bis 1905.